# Didierea madagascariensis
Didierea madagascariensis är en tvåhjärtbladig växtart som beskrevs av Henri Ernest Baillon. Didierea madagascariensis ingår i släktet Didierea och familjen Didiereaceae. Inga underarter finns listade i Catalogue of Life.

## Bildgalleri

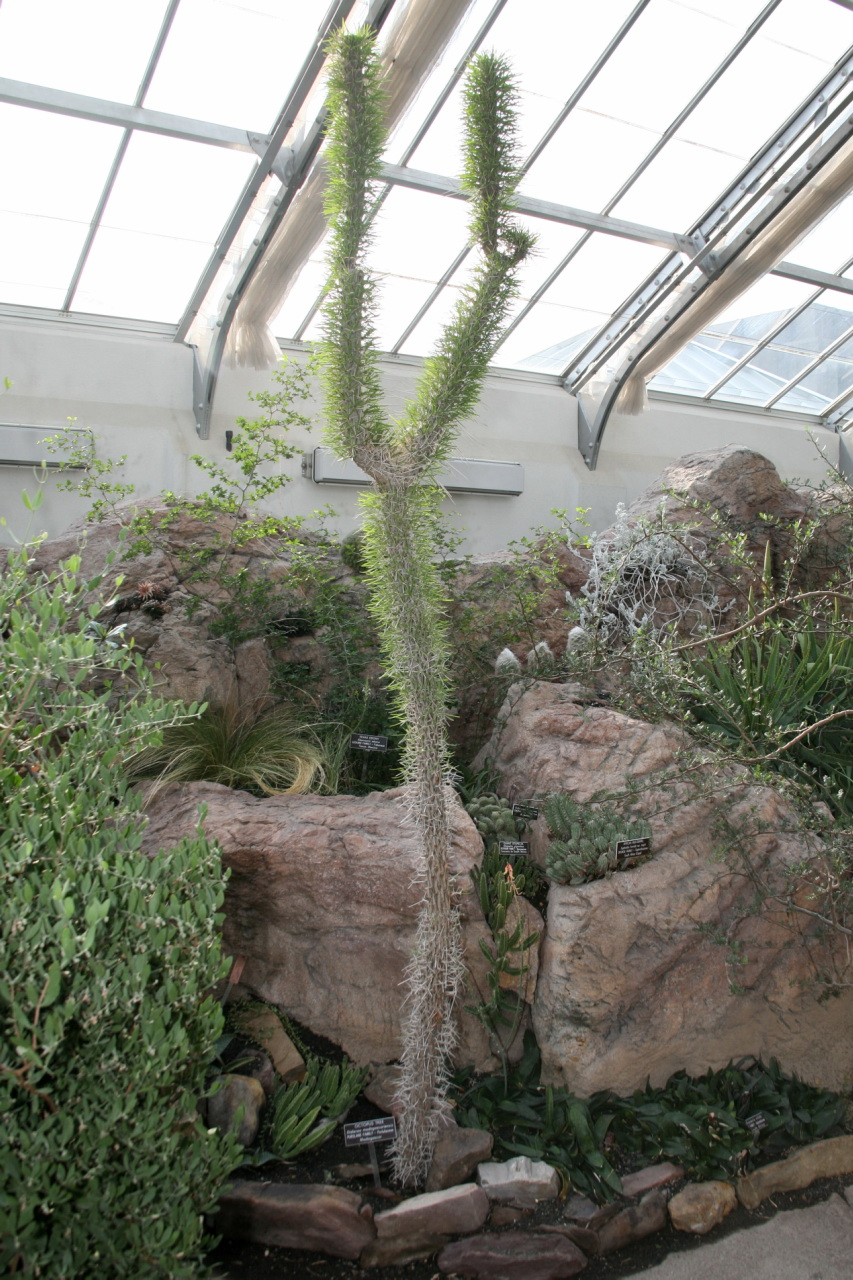
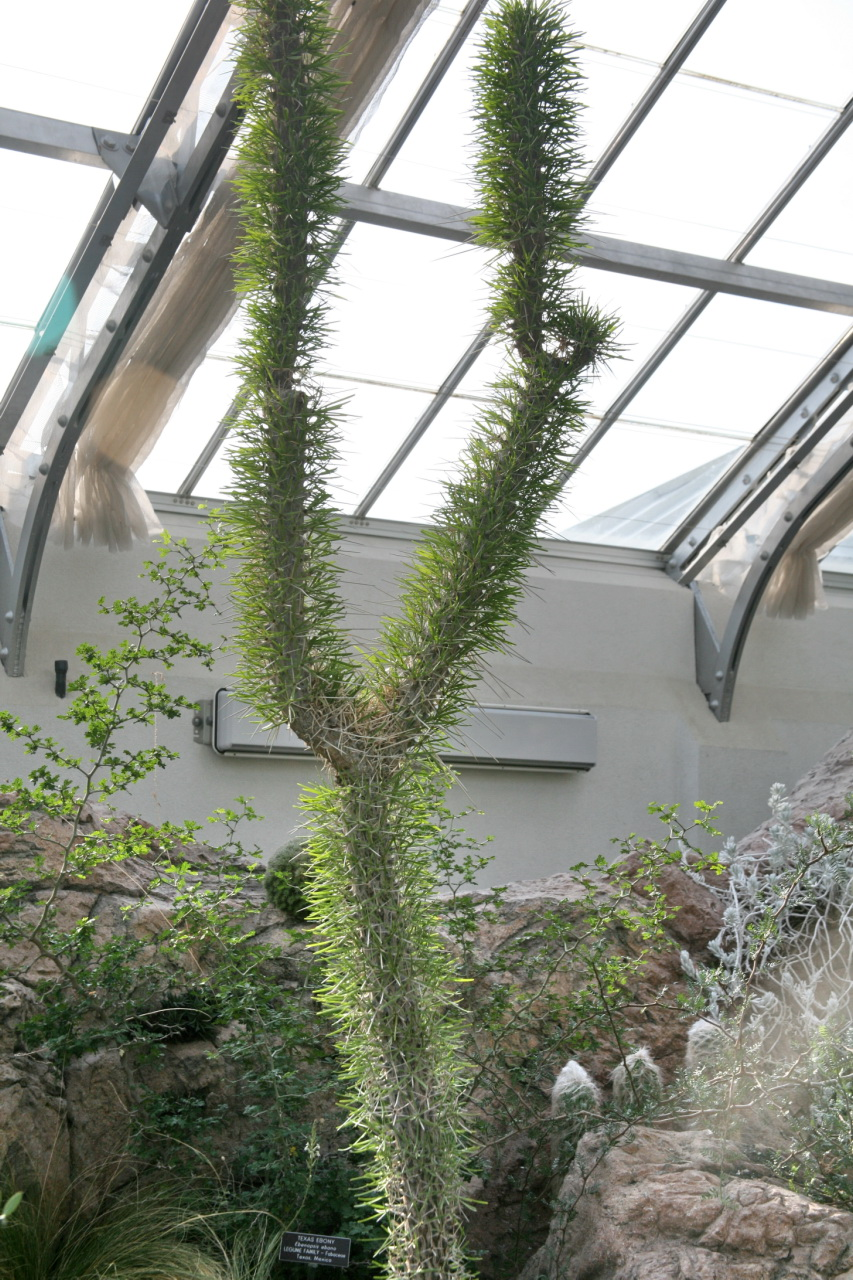
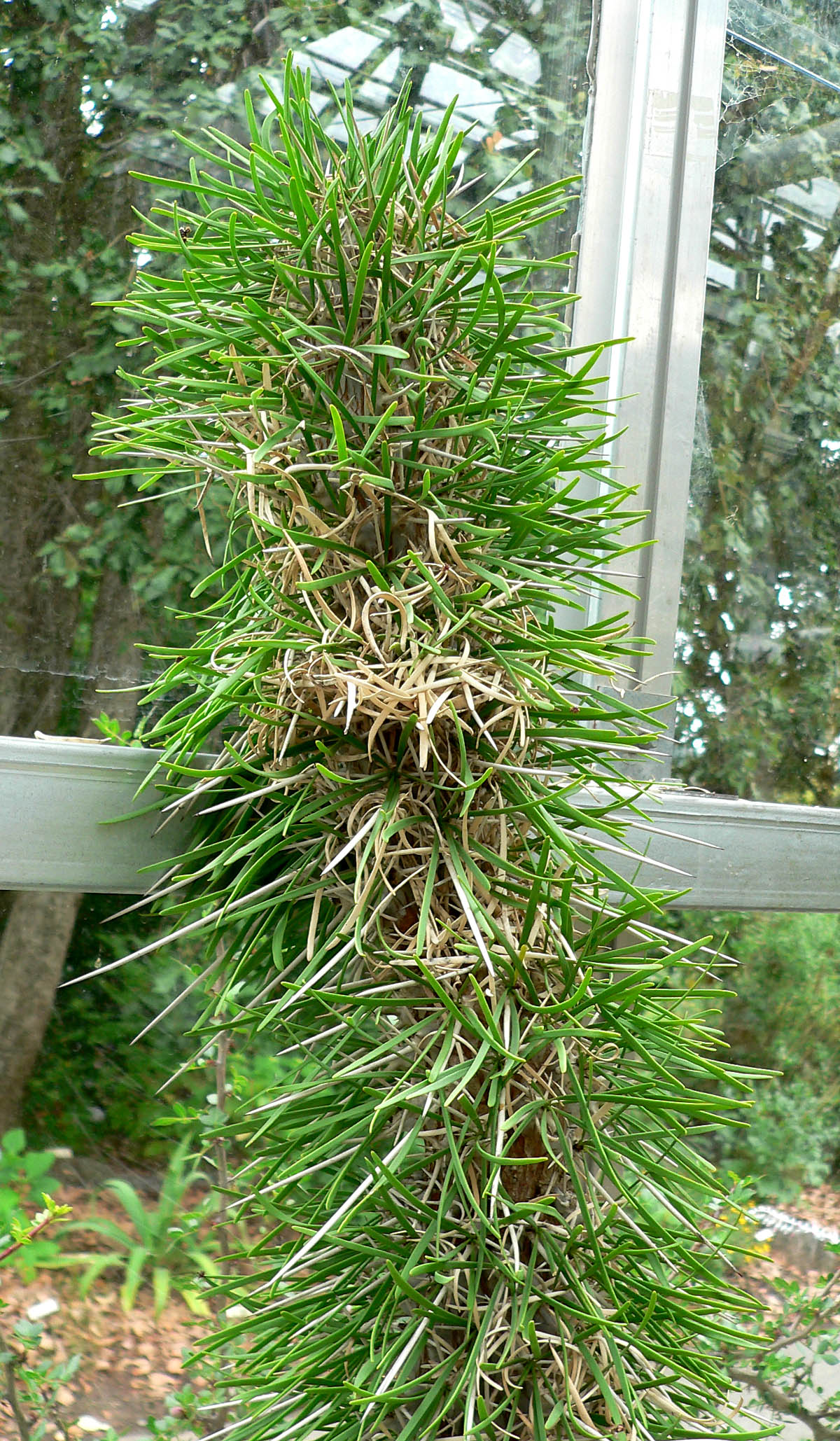
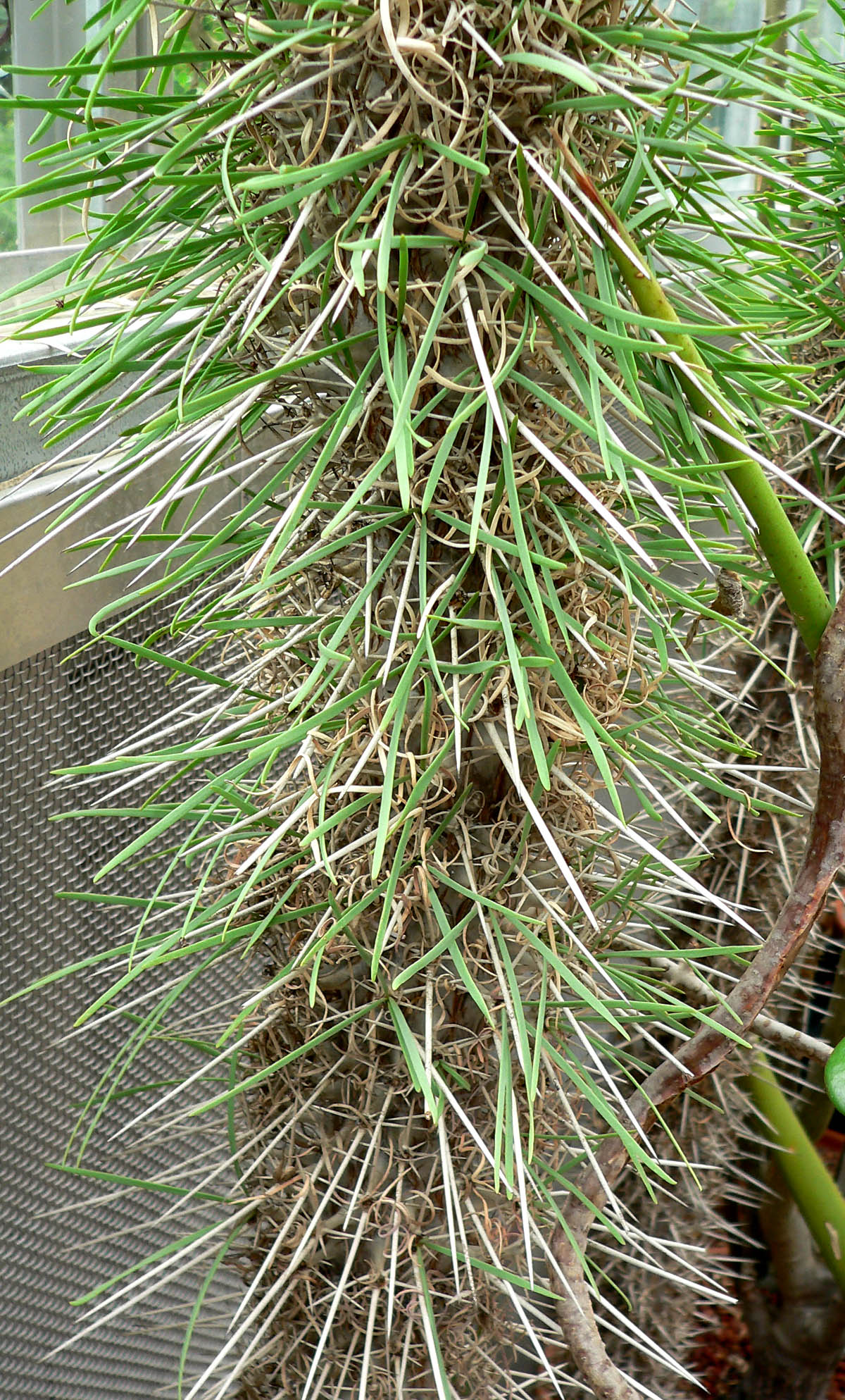